# Менахем Нахум Тверский
Мена́хем На́хум Тве́рский (1730, Норинск, Речь Посполитая — 1797, Чернобыль, Российская империя) — хасидский цадик, праправнук авторитетного мистика-каббалиста Адама Баал Шема из Ропшиц, ученик родоначальника хасидизма Исраэля бен Элизера (Баал Шем Това), основатель чернобыльской династии.

## Биография
Менахем Нахум родился в 1730 году в Норинске, рано осиротел и воспитывался у своего дяди. Изучал Тору в Литве. По преданию, Бешт испытывал к Менахему Нахуму особенные чувства: он признавал в нём святого, но считал, что тот пытается украсть бесконечным множеством своих добрых дел Ган Эйден (Райский Сад) и Будущий Мир.
В молодые годы был меламедом на Волыни. Изучал каббалистические воззрения Аризаля и вел аскетический образ жизни: дважды в неделю постился, завернувшись в рубище, и каждую полночь оплакивал разрушенный Иудейский Храм. «Наши глаза видят, — впоследствии писал он, — сколько изучающих Тору людей поднаторели в головоломных рассуждениях, однако все ещё далеки от трепета перед Богом и от подлинного служения, их дурное влечение по-прежнему цело и невредимо…» («Меор Эйнаим», Итро).
Менахем Нахум был первым, кто проповедовал учение хасидизма в Чернобыле. Призывал к добрым делам для исправления несовершенств и жил в скромности. Написал книги «Мэор Эйнаим» (Свет глаз) и «Исмах Лэйв» (Да возрадуется сердце), изданные в 1798 году в Славуте. Избрав призвание странствующего магида, он переходил из города в город, распространяя хасидское учение. Существуют свидетельства, что в своих странствиях он добирался даже до Литвы, где миснагдим не раз изгоняли его.
Впоследствии стал магидом в общине Чернобыля. Однако значительную часть времени он по-прежнему проводил в странствиях, собирая деньги для выкупа евреев из долговых тюрем, для помощи обездоленным. По преданию, узнав, что в одном из отдаленных местечек нет миквы, а местные евреи не могут собрать необходимых для её строительства средств, Нахум нашел богача, который согласился предоставить для этой цели деньги — на условии, что к нему перейдет доля Нахума в Будущем Мире. Нахум принял это условие: «…Теперь, если кто-то готов заплатить за мой удел в Будущем Мире, этот удел превращается в настоящую материальную ценность, и, безусловно, я обязан продать это своё единственное имущество, чтобы выполнить заповедь „Возлюби Господа… всем своим достоянием“».
Уже став авторитетным наставником, Менахем Нахум жил по-прежнему в крайней бедности. По свидетельству современников, «всю жизнь он прожил в комнате, площадь которой составляла четыре локтя на четыре локтя». На зиму у него с женой было одно старое овечье одеяние на двоих. Когда евреи решили совместно купить для него новый хороший дом, мебель и одежду, Менахем Нахум ответил отказом, заявив, что «не позволит лишить его хасидута (благочестия)».
Менахем Нахум по-особенному относился к заповедям, связанным с Землей Израиля. По преданию, в дни праздника Суккот он задолго до рассвета брал в руки этрог — плод, служащий напоминанием о Святой Земле предков, — целовал его и стоял, с нетерпением вглядываясь в горизонт. В течение долгих лет Менахем Нахум, обходя состоятельных евреев, собирал средства на поддержку общины города Тверия на Святой Земле. Уже после смерти Менахема Нахума, когда по указу властей Российской Империи 1804 года евреям присваивались фамилии, его потомки взяли себе фамилию Тверские.
Похоронен в Чернобыле, где до сих пор сохранилась его могила. Каких-либо сведений о прижизненных портретах Менахема Нахума не обнаружено.

## Чернобыльская династия
При младшем сыне Менахема Нахума — рабби Мордехае, авторе книги «Ликутей Тора», в Чернобыле сложился знаменитый двор, который посещали тысячи приверженцев из различных городов и местечек Украины, Белоруссии и Польши. Раввины Тверские окончательно оставили Чернобыль во время Гражданской войны в 1920 г., когда цадик Шломо Бен Цион вместе с семьей покинул местечко.

## Учение
Главное значение мицвот состоит в том, что их дал Сам Бог. Поэтому они являются единственными средствами, через которые можно приблизиться к Творцу. Человек получает духовную пищу, выполняя мицвот. Соблюдая мицвот, возможно достигнуть близости к Богу. Мицвот имеют жизнь и душу. Иначе, они были бы пустым телом ритуалов, лишёнными духа («Meор Эйнаим»). Рабби Нохем (Нахум) говорит о единении души с её истоком: «Она приходит к Божественному единству, как часть присоединяется к целому, которое есть Эйн-соф. И вслед за тем свет святости Эйн-софа сияет в человеке, когда часть сливается со своим истоком». Свет же святости Эйн-софа (Бесконечности) станет основой для Тикуна (Исправления) несовершенств окружающего реального мира, который столь в этом нуждается.
Менахем Нахум в определённой степени сочетает в своих книгах воззрения Исраэля бен Элизера (Бешта) (экспрессивность), представления р. Дов Бера из Межерича (созерцательное общение с Богом) и лурианскую каббалу. Когда человек наталкивается на какое-либо явление, то в нём противоборствуют два начала: доброе и злое. Всякое преобладание злого начала в человеке вызывает дисгармонию в Высоком Мире, от чего, в свою очередь, усиливается злое начало в нашем мире. Задача человека заключается:
1. в исправлении в себе злого начала и усовершенствовании доброго начала и
2. в поднятии к Всевышнему доброго начала, кроющегося во всех вещах и явлениях этого мира, или в обретении скрытых в человеке божественных искр.

Последнее достигается непрерывным общением с Богом, стремлением путём служения растворить себя и все окружающее во Всевечном и Едином как маленькую частицу в великом целом. Но такое общение не по силам простым смертным, и те, которые так служат Богу, являются звеньями между Всевышним и миром, «великими столпами, соединяющими между собою небо и землю»: «Без цадика мир не мог бы устоять ни минуты, ибо грешные люди только и делают, что отделяют мир от Источника его бытия. Мир мог бы даже держаться заслугами одного только великого и во всех отношениях совершенного праведника; но в наши времена до Машиаха не может быть такого идеального угодника. Когда придет Машиах, этот величайший всемирный праведник, тогда он один будет исполнять задачу, ныне исполняемую многими цадиками. Верующий должен верить прежде всего в Бога, а затем в цадика…» («Meор Эйнаим»).
Книга «Meор Эйнаим» получила широкое распространение как одна из основополагающих работ для дальнейшего развития хасидского мировоззрения. В произведениях цадика присутствуют и многочисленные высказывания наставников Менахема Нахума — Бешта и магида Дов Бера из Межерича. В предисловии к книге «Меор Эйнаим» Леви Ицхак из Бердичева написал, что «каждое слово в ней — это слово Бога Живого».